# 大場花菜
大場 花菜（おおば はな、2000年2月4日 - ）は、日本のアイドルであり、女性声優アイドルグループ・=LOVEのメンバーである。埼玉県出身。代々木アニメーション学院所属。愛称ははなちゃん、はなまる。

## 略歴

### 2017年
- 4月19日、指原莉乃がプロデューサーとして、「代々木アニメーション学院 Presents 指原莉乃プロデュース声優アイドルオーディション」の二次審査を通過し、SHOWROOMオーディション に進出した[2]。
- 4月29日、「代々木アニメーション学院 Presents 指原莉乃プロデュース声優アイドルオーディション」の最終審査が行われ、13名が合格（後に1名辞退）。同時に、グループ名が「=LOVE(イコールラブ)」になることが発表された[3]。
- 6月14日、「=LOVE」SHOWROOM個人配信開催に伴い、正式メンバーになったことが明らかとなる[4]。
- 8月5日、「TOKYO IDOL FESTIVAL2017」で初ライブを行った[5]。
- 8月20日、SHOWROOM配信でのファン投票を元に、ファン総称「花菜まる」が決定。
- 8月21日、公式Twitterアカウントを開設。
- 9月6日、SACRA MUSICよりメジャーデビューシングル「=LOVE」発売[5]。

### 2018年
- 2月15日 - 18日、舞台『あにてれ×=LOVE ステージプロジェクト「けものフレンズ」』（AiiA 2.5 Theater Tokyo）[6]。
- 2月25日、アメーバブログ「はなまるきぶん」を開設。
- 7月16日 - 22日、舞台『あにてれ×=LOVE ステージプロジェクト「ガールフレンド（仮）」』（品川プリンスホテル クラブeX）。

### 2019年
- 8月7日、=LOVEのドキュメンタリー動画である「Documentary of =LOVE」の「episode11 - 【ideal】」にてフィーチャーされる。
- 10月 - 12月、「神奈川県立花と緑のふれあいセンター 花菜ガーデン」タイアップ “花菜さんぽ”

### 2020年
- 12月4日、=LOVE WINTER TOUR 「You all are "My ideal"」にて地元凱旋ライブ[7]が開催された（大宮ソニックシティ大ホール 昼夜2公演）。

### 2021年
- 2月9日、「#はなすと」でノベルティステッカーやロゴを担当している「=LOVEポップアップストア」の会場より開催前日配信イベントを行う。
- 3月17日、集英社より『=LOVEカレンダーブック 2021.04〜2022.03』が発売され、5月のボウリングデートを担当する。[8]
- 5月21日、=LOVE全国ツアー『全部、内緒。』にて二度目の地元凱旋ライブ[9]が開催された（さいたま市文化センター）。
- 7月1日、脱酸素剤エージレス、ハッピーハンバーグとのコラボレーション企画が発表され、エージレスPRガールに就任する。
- 8月25日、9thシングル「ウィークエンドシトロン」のカップリングに野口衣織とのWセンター曲「祝祭」が収録される。[10]

### 2022年
- 9月15日、ウォーカープラスにて4コマエッセイ「#はなコミ！ ～となりにアイドル～」の連載が始まり漫画家デビューを飾る（毎月15日、30日に不定期更新）[11]。

### 2023年
- 3月 - 5月、代々木アニメーション学院、UCOLLEX JAPAN株式会社、読売新聞社、株式会社ワコムが共催する「才能発掘イラストコンテスト」のゲスト審査員を務める。
- 7月12日　公式Instagramアカウント開設。
- 7月19日、14thシングル「ナツマトペ」のカップリングに初の単独センターユニット曲「ラブロケ」が収録される。[12]

### 2024年
- 7月31日、17thシングル「絶対アイドル辞めないで」のカップリングに初の単独センター全体曲「海とレモンティー」が収録される[13]。

### 2025年
- 2月28日、「生誕祭イベント~supported by IKONOIJOY Puzzle~（2月）」が都内某所で開催される。
- 5月5日、代々木第一体育館にて開催されたイコラブアリーナツアー2025 東京公演にて、高橋みなみさんからフラワースタンドを贈呈される。

## 人物
- 花菜という名前は、花のようにかわいらしく育ってほしいという思いと、母親がMr.Childrenの「花 -Mémento-Mori-」が好きなことに由来する[14]。
- 中学校2年生の時にいじめを受けて不登校になった[15]。引きこもっているときに見た週刊AKBを見たことがきっかけでアイドルになりたいと思ったという[16]。
- AKB48では、最初は峯岸みなみ推し。次に柏木由紀推しとなり、最終的には高橋みなみ推しになった[16]。=LOVEに加入後の2017年8月17日には尊敬する高橋から応援宣言を受けている[17]ほか、Artistspoken「イマフレランチ」（2024年9月20日 - 27日）にて尊敬する高橋みなみと対談が実現している[18]。2020年1月に行われた自身のミニ成人式イベントでは、峯岸のソロ楽曲「私は私」を歌唱し、大好きな曲としてブログに綴った[19]。
- アイドルを目指す中で、AKB48のオーデションを受けたことがある。=LOVEのオーデションを受けた理由は、親近感が湧いていた指原莉乃の「変わりたい子に受けてほしい」という言葉に感銘を受けたから。オーディションでは「自分が嫌いで変わりたい」という思いを伝えた[16]。
- =LOVEの準公式ブログをやっている（#外部リンク参照）。元々アイドルオタク時代にブログをやっており、=LOVEに入ってTwitterの文章をファンに褒められたことがきっかけで、指原莉乃にブログをやりたい意志を伝えたところ快諾されたという[20]。
- 絵を描くのは小さいころから好き。引きこもり時代にうごくメモ帳で描いた絵を投稿したこともあったという[21]。=LOVEに入ってからはシナモロールとのコラボグッズ[22]やメンバーのグッズなどのデザインを手掛けている[23]。
- 宝塚にはまっていて、一番好きなのは望海風斗（雪組）[24]で、真彩希帆（雪組）にあこがれているという[25]。

## 出演

### テレビ番組
- めざせ！プログラミングスター 〜プロスタ★キッズ大集合〜（2019年4月6日 - 2020年12月26日、BS日テレ）[26]
- アカデミーナイトG
  - （2019年11月5日 - 12日、TBS ※関東ローカル） - 野口衣織・佐々木舞香と共に
  - （2021年9月7日 - 14日、TBS ※関東ローカル） - 髙松瞳と共に
  - （2022年9月20日 - 29日、TBS ※関東ローカル） - 野口衣織と共に
- キミは=LOVEを愛せるか（フジテレビTWOsmart）
  - キミは=LOVEを愛せるか![27]（2020年9月13日 - 11月21日） - 月に1回放送、全3回
  - キミは=LOVEを愛せるか!![28]（2020年12月19日 - 2021年2月20日） - 月に1回放送、全3回
  - キミは=LOVEを愛せるか!!![29]（2021年4月15日 - ）
  - キミは＝LOVEを愛せるか!!! [30]（2023年9月6日（5日深夜） - ） - フジテレビ地上波版
- イコノイ、どーですか？（2021年4月19日 - 9月28日、TBS ※関東ローカル / 2021年4月24日 - 10月2日、TBSチャンネル1）[31]
- ドレスキーとコレスキー（2021年12月4日 - 11日、テレビ埼玉） - 瀧脇笙古と共に
- アイ=ラブ！げーみんぐ ～○○さんがオンラインになりました～（2022年10月8日 - 、テレビ朝日）[32]
- ゲームズ・ボンド（2023年3月19日、テレビ朝日 ※関東ローカル） - 髙松瞳と共に
- まんが未知（2023年5月31日 - 6月7日、テレビ朝日）
- MUSIC VERSE（日本テレビ））
  - (2023年10月26日） - 大谷映美里、齋藤樹愛羅と共に[33]
  - (2024年5月30日） - 野口衣織、髙松瞳と共に
- お笑い4コマパーティー ロロロロ（2024年3月13日 - 23日、中京テレビ）[34]
- =LOVE×LOVE《イコラブクロスラブ》（2024年3月18日 - 4月22日、日本テレビ/Hulu） - 全6回[35]
- よるのブランチ（2024年8月28日、TBS） - 大谷映美里、齋藤樹愛羅、髙松瞳、野口衣織と共に
- 秘密のケンミンSHOW極（2025年1月9日、日本テレビ） - 佐々木舞香と共に
- これ余談なんですけど・・・（2025年3月26日、朝日放送テレビ） - アシスタントとして
- これ余談なんですけど・・・（2025年4月2日、朝日放送テレビ） - アシスタントとして

### 雑誌
- Top Yell NEO（竹書房）
  - Graduation（2018年3月26日）
  - 2021〜2022（2021年12月27日） - 単独インタビュー
  - 2023 AUTUMN（2023年10月2日） - 単独インタビュー
  - 2024 AUTUMN（2024年9月30日、竹書房） - 単独インタビュー
- 推すコト。（2019年3月、推すコト編集チーム） - 表紙＆巻頭インタビュー[36]
- IDOL AND READ 022（2020年3月18日、シンコーミュージック） - 大場花菜パーソナルインタビュー＋撮り下ろし写真全16P掲載
- BIG ONE GIRLS 増刊号（2020年12月23日、近代映画社）
- Ray特別編集 IDOL BEAUTY BOOK season2（2021年4月13日、主婦の友社） - 齊藤なぎさ、野口衣織と共に
- FINEBOYS（2021年5月8日、日之出出版） - 音嶋莉沙と共に
- 声優パラダイスR vol.45（2021年5月31日、秋田書店） - 佐々木舞香、野口衣織、齋藤樹愛羅、音嶋莉沙と共に表紙
- S Cawaii!特別編集 IDOL BEAUTY+（2021年5月31日、主婦の友社） - 音嶋莉沙、諸橋沙夏と共に
- アップトゥーボーイ vol.310（2021年12月23日、ワニブックス） - 齋藤樹愛羅、佐々木舞香と共に
- アイドル歌会 公式歌集１（2022年9月12日、講談社） - 作品収録
- 月刊エンタメ（徳間書店）
  - 11月号（2022年9月30日） - 音嶋莉沙、齊藤なぎさ、髙松瞳、瀧脇笙古と共に
  - 9,10月合併号（2023年7月28日） - 髙松瞳、瀧脇笙古と共に
- WiNK UP 11月号（2022年10月7日、ワニブックス） - 音嶋莉沙、齋藤樹愛羅と共にインタビュー
- EX大衆（双葉社）
  - 3月号（2023年2月15日） - 佐々木舞香と共に
  - 4月号（2023年3月15日） - 髙松瞳と共に
  - 12月号（2023年11月15日） - 齋藤樹愛羅、髙松瞳と共に
- 7ぴあ 2023年5月号（2023年5月1日、株式会社セブン-イレブン・ジャパン） - 野口衣織、瀧脇笙古と共に
- S Cawaii!特別編集『推しFes.2023 天才的なアイドルSummer』（2023年8月31日、イマジカインフォス） - 大谷映美里、音嶋莉沙と共に
- NHK短歌 #シン・短歌入門（2023年12月20日、NHK出版） - 作品収録
- EX大衆（双葉社）
  - 8月号（2024年7月16日） - 「咲かせて！クリエイティ部」連載スタート -  野口衣織、山本杏奈と共にインタビュー
- 週刊少年チャンピオン 43号 （2024年9月26日、秋田書店） - 大谷映美里、齋藤樹愛羅と共に
- MYOJO 8月号（2025年6月20日、集英社） - 短期連載「=LOVEのかわいいレシピ 第2回」に諸橋沙夏と共に。

### イベント
- 【=LOVE×カラ鉄】アンバサダープロジェクト（2019年6月23日） - 1日店長
- TIF2019×FUJIFILM「アイドル女流写真家No1決定戦」
  - （2019年6月28日 - 7月7日） - 予選に作品出展
  - （2019年8月3日） - 優勝決定ステージに出演[37]
- 東海アイドル万博2019（2019年8月13日、Zepp Nagoya） - 佐竹のん乃と共にMC
- 渋谷LOFT9アイドル 倶楽部 vol.8（2019年9月17日、LOFT9）
- アイドル歌会（ミクサライブ東京）
  - ＠勤労感謝の日（2021年11月23日、Hall Mixa）
  - @公式歌集刊行記念（2022年10月11日、Theater Mixa）[38]
  - @お花見スペシャル（2023年3月23日、Theater Mixa）[39]
- LIMITS 高校生大会2023 決勝大会（2023年8月14日、天王洲銀河劇場） - 山本杏奈と共に
- 「MEETS! 三陸・常磐 ふくしまフェア＠イオンレイクタウンmori」（2024年2月11日、イオンレイクタウンmori） - 諸橋沙夏と共に
- アイ=ラブ！げーみんぐ ～○○さんがオンラインになりました～
  - 公開収録2部（2024年3月19日、EXシアター六本木）
  - 公開収録（2024年8月6日、コカ・コーラ SUMMER STATION LIVE アリーナ）
  - 公開収録1部（2025年3月18日、EXシアター六本木）
- 「知って、学んで、行ってみよう！ふくしま＠イオンレイクタウンmori」（2024年12月8日、イオンレイクタウンmori） - 諸橋沙夏と共に
- 春のラフフェスin森ノ宮2025 『+LIVE ～=LOVE & 芸人ゲームバトル～』（2025年3月21日、COOL JAPAN PARK OSAKA TT ホール） - 大谷映美里、齋藤樹愛羅、髙松瞳、野口衣織、諸橋沙夏と共に
- FM NACK5「カメレオンパーティー」公開収録（2025年4月29日、エミテラス所沢 ２F TOKOROZAWA e-CUBE）
- 「SASUKE アイドル予選会2025 -出場権争奪バトル-」（2025年8月13日、LaLa arena TOKYO BAY） - 瀧脇笙古の応援メンバーとして

### 舞台
- あにてれ×=LOVE ステージプロジェクト
  - けものフレンズ（2018年2月15日 - 18日、AiiA Theater Tokyo、計6公演） - オーストラリアデビル 役[6]
  - ガールフレンド（仮）（2018年7月16日 - 22日、品川プリンスホテル クラブeX、計10公演） - 望月エレナ 役
- 音楽朗読劇「四月は君の嘘」（2023年3月31日、飛行船シアター、昼夜2公演） - 宮園かをり 役[40]
- 山添展（2024年4月28日、ルミネtheよしもと）

### ゲーム
- ステーションメモリーズ!（2017年） - 汀良いちほ〈初代〉 役[41]

### ラジオ
- ＝LOVEのイコラフ（2022年10月3日 - 、ニッポン放送） - 週替わりでメンバーが3名出演、毎週月曜日[42]
- 好きがつながる！トレンディエンジェルのPePePeラジオスペシャル！（2023年12月5日、文化放送）[43]
- ひるどき！さいたま～ず（2024年8月1日、NHKさいたま放送局）
- FAV FOUR（2025年3月6日、FM NACK5） - 諸橋沙夏と共に。

### ネット配信
現在のレギュラー番組
- イコラブ ノイミー ニアジョイ チャンネル（2020年8月11日 - 、YouTube）[44][注 1]
- イマフレランチ（2024年6月14日 - 、Artistspoken）

過去のレギュラー番組
- イコラブ大特訓中!（2017年9月25日 - 2018年9月24日、SHOWROOM） - フルメンバー、隔週月曜日[46]
- =LOVEのきっと君だ!（2017年10月4日 - 2018年9月26日、FRESH!） - メンバー4名、毎週水曜日[47]
- イコラジ "RADIO=LOVE"（2017年10月7日 - 2021年3月27日、超!A&G+） - メンバー1人、毎週土曜日[48]
- イコたいむ（2018年10月9日 - 2023年3月30日、SHOWROOM） - メンバー2人、毎週月曜日
- イコニコ ラブニコちゃんねる（2018年12月28日 - 2019年12月9日、ニコニコ動画） - MCは大場花菜と佐竹のん乃（他メンバー入れ替わり）、不定期全14回

過去の出演作品
- Wの悲喜劇 〜不登校からの〜人生バラ色！（2019年7月20日、AbemaTV）[49]
- 朗読少女 
  - 第1回「ズルいよ ズルいね」（2019年10月21日、Rakuten LIVE）[50]
  - 第3回「僕らの制服クリスマス」（2019年12月19日、Rakuten LIVE）[51]
- 人気漫画家が選ぶ！本当にすごい漫画はコレだ！ 2022冬（2022年12月31日、動画、はじめてみました【テレビ朝日公式】）
- 【MEETS!ふくしま】イコラブが福島の新たな魅力を発見するたび（2024年2月4日、復興庁/Reconstruction Agency） - 諸橋沙夏と共に[52]
- まいにち賞レース「演歌歌手対抗！バズり曲カラオケGP」 （2024年3月1日、動画、はじめてみました【テレビ朝日公式】） - アシスタントMCとして

## 作品

### 連載
- #はなコミ！～となりにアイドル～（2022年9月30日 - 、ウォーカープラス）[11]

### デザイン・イラスト
- =LOVE×富士急ハイランド ～クリスマスはイコラブと一緒に～ - スタンプ[53]
- =LOVE ポップアップストア - クリアファイル、マルシェバック、ハンドタオル[54]
- WINTER TOUR「You all are "My ideal"」
  - @ 埼玉県・大宮ソニックシティ - ラバーキーホルダー
  - @ 東京都・日本武道館 - クリアファイル
- 「=LOVE×シナモロール」POP UP SHOP - コラボ商品[22]
- 全国ツアー2021「全部、内緒」 - ツアークリアファイル、「さいたはなちゃん」草加せんべい、キーホルダー[55]
- 全国ツアー2022「どう考えても、君ってイコラブのこと好きじゃん」 - ご当地キーホルダー、ご当地バスタオル[23]
- 「～齊藤なぎさ卒業コンサート～ 現役アイドルちゅ～ みんなのこと大好きだよ♡」 - Tシャツ、スライドミラー
- 全国ツアー2023「Today is your Trigger」ファイナル @ 東京都・日本武道館 - Tシャツ、ペンライトチャーム
- ひざつき製菓×=LOVE「しみわたるえびせん 過去最上キュンレモン味」（セブンイレブン、2023年7月17日より） - 限定パッケージの監修＆描き下ろしイラスト[56]